# Rosmundo Giarletta
Rosmundo Giarletta (Eboli, 30 giugno 1962) è un orafo e gioielliere italiano.

## Biografia
Rosmundo Giarletta, nato ad Eboli, ha conseguito il diploma di maturità presso il liceo artistico statale di Varese nel 1980 ed in seguito quello di maestro d'arte orafa presso l'Istituto statale d'arte Porta Romana, a Firenze.
Si specializza in una bottega orafa a Ponte Vecchio, sempre a Firenze.
Nel 1997, in occasione dei festeggiamenti dei 700 anni della dinastia dei principi di Monaco, realizza la prima opera caratterizzata dal traforo a "nido d'ape figurativo"; opera che il Principe Sovrano Ranieri III ha definito: "Un alto capolavoro di oreficeria e gioielleria".
Partecipa ed organizza mostre di cui le più importanti: "Campagna feudo dei Grimaldi, alla corte di Onorato II" che parte da Monte Carlo, con il patrocinio del principe sovrano Ranieri III, si conclude a Salerno presso gli Archivi di Stato; espone a Ravello, sulla costiera amalfitana in occasione del 50º festival della musica, in villa Rufolo, dove nasce l'opera "Il Parsifal", che gli farà conferire la nomina di cavaliere all'Arte e alla Cultura da S.A.S. Ranieri III. Partecipa ancora come ospite d'onore alle mostre: "Storia, arte ... e gioielli", presso Forte Michelangelo, in Civitavecchia, "Alla Corte di Onorato II", nella Pinacoteca Provinciale di Salerno.
Espone, come unico testimone dell'arte contemporanea, nella Sala del Trono, presso la Reggia di Caserta, nella mostra "Gioielli Regali. Ori, smalti, coralli, e pietre preziose nel Real Palazzo di Caserta tra XVIII e XX secolo", nel 2007 nella mostra per i duecento anni della morte di Philipe Hakert, nella sala della Primavera, con l'opera "La scafa", ispirata ad un quadro del vedutista.
Nel 2010 la mostra, presso l'Archivio di stato di Salerno intitolato "...a curiosare le antichità"  con l'opera "Il Gran Tour".
Nel 2013 presenta negli Emirati Arabi, insieme ai suoi figli Giuseppe e Francesco, l'opera "AL Noor", una collana che descrive il paradiso islamico descritto dal Corano.
Nel 2015/2016 espone all'Hotel Caruso l'ultima opera "Il belvedere degli dei" opera che susciterà l'interesse di varie riviste del lusso americane e russe.
Nel 2017 viene convocato dalla soprintendenza di Salerno come relatore durante la giornata nazionale del paesaggio italiano.
Nel 2018 espone all'Art Expo di New York.